# Luchtzak (meteorologie)
Een luchtzak is een valwind waarbij afgekoelde, zwaardere lucht omlaag beweegt. Een vliegtuig dat in een luchtzak belandt, zal veelal een eind omlaag vallen. Een dergelijke val bedraagt doorgaans enkele meters, maar kan oplopen tot tientallen meters. Een luchtzak is een vorm van turbulentie.
Luchtzakken komen vooral voor in gebieden met slecht weer, reden waarom vliegtuigen bij voorkeur om slecht weer heen vliegen. Er bestaat echter ook clear-air turbulence, turbulentie in heldere lucht.
Als de piloot van een verkeersvliegtuig een wolkenfront van ver naderbij ziet komen, is er doorgaans voldoende tijd om de passagiers te waarschuwen door het signaal fasten seatbelts in te schakelen. Dit om te voorkomen dat losse voorwerpen – of in uitzonderlijke gevallen ook passagiers – door de cabine gaan vliegen en daarbij schade veroorzaken of oplopen.